# Cypern i olympiska sommarspelen 1988
Cypern deltog i de olympiska sommarspelen 1988 med en trupp, men ingen av landets deltagare erövrade någon medalj.

## Friidrott
Herrarnas 800 meter
- Spyros Spyrou — Omgång 1: 3:34:32, Semifinal: 3:43,49

Herrarnas 1 500 meter
- Spyros Spyrou — Omgång 1:  1:49,84

Herrarnas tresteg
- Marios Hadjiandreou — Kval: 15,95 meter (Gick inte vidare)

Damernas längdhopp
- Maria Lambrou Teloni — Kval: 6,29 meter (Gick inte vidare)

Damernas 3 000 meter
- Andri Avraam — Omgång 1: 9:02,18 (Gick inte vidare)

Damernas 10 000 meter
- Andri Avraam — Kval: 32:59,30 min (Gick inte vidare)

Damernas maraton
- Katerina Pratsi — Fullföljde inte (→ ingen placering)

## Judo
Herrar:
- Michalis Skouroumounis
- Elias Ioannou

## Segling
Herrarnas 470
- Christos Christoforou, Andreas Karapatakis - (27:e plats)